# Wilhelm Sturm
Wilhelm Sturm (8. února 1940, Bochum - 5. listopadu 1996) byl německý fotbalista, záložník.

## Fotbalová kariéra
V německé bundeslize hrál za Borussii Dortmund. V roce 1963 získal s Borussií mistrovský titul a v roce 1965 vítězství v německém fotbalové poháru. V Poháru mistrů evropských zemí nastoupil v 8 utkáních, v Poháru vítězů pohárů nastoupil v 10 utkáních a dal 1 gól a ve Veletržním poháru nastoupil ve 4 utkáních. V roce 1966 vyhrál s Borussií Dortmund Poháru vítězů pohárů. Za německou reprezentaci nastoupil v roce 1964 v přátelském utkání ve Finsku.

## Ligová bilance
| Ročník                                 | Zápasy | Góly | Klub              |
| -------------------------------------- | ------ | ---- | ----------------- |
| Fußball-Oberliga West 1961/1962        | 26     | 6    | Borussia Dortmund |
| Fußball-Oberliga West 1962/1963        | 27     | 4    | Borussia Dortmund |
| Německá fotbalová Bundesliga 1963/1964 | 29     | 4    | Borussia Dortmund |
| Německá fotbalová Bundesliga 1964/1965 | 25     | 0    | Borussia Dortmund |
| Německá fotbalová Bundesliga 1965/1966 | 30     | 6    | Borussia Dortmund |
| Německá fotbalová Bundesliga 1966/1967 | 23     | 0    | Borussia Dortmund |
| Německá fotbalová Bundesliga 1967/1968 | 30     | 0    | Borussia Dortmund |
| Německá fotbalová Bundesliga 1968/1969 | 27     | 2    | Borussia Dortmund |
| Německá fotbalová Bundesliga 1969/1970 | 17     | 0    | Borussia Dortmund |
| Německá fotbalová Bundesliga 1970/1971 | 5      | 0    | Borussia Dortmund |
| CELKEM Německá fotbalová Bundesliga    | 186    | 12   |                   |